# 失效物理学
失效物理学是可靠性工程设计实践中的一种技术，该技术利用导致失效的过程和机制的知识与理解，以预测可靠性并提高产品性能。
其他对失效物理学的定义包括：
- 一种基于科学的可靠性方法，使用建模和仿真来设计可靠性。它有助于理解系统性能并在设计阶段及设备投入使用后降低决策风险。该方法建模失效的根本原因，例如材料疲劳、斷裂、磨损和腐蚀。
- 一种基于对根本失效机制的认识，以预防失效的可靠产品设计与开发方法。失效物理学（PoF）概念基于对需求与产品物理特性及其在制造过程中的变化，以及产品元件和材料在荷载（应力源）作用下的反应与相互作用及其对使用条件和时间的适用性的影响之间关系的理解。[1]

## 概述
失效物理学概念，也称为可靠性物理学，涉及使用描述物理、化学、机械、热或电学机制如何随时间演变并最终引致失效的退化算法。虽然失效物理学概念在许多结构领域中很常见，但该专有名称源于试图更好地预测早期电子零件和系统可靠性的努力。

## 起源
在电子工业中，实施失效物理学的主要推动力是第二次世界大战期间军事武器系统的糟糕性能。在接下来的十年中，美国国防部资助了大量工作，尤其是为了提高电子产品的可靠性，最初的努力侧重于事后分析或统计方法。不幸的是，电子技术的快速发展（新设计、新材料和新制造工艺）往往迅速使基于旧技术得出的策略和预测失效。此外，统计测试方法往往昂贵耗时。对不同方法的需求促成了罗马空军发展中心（RADC）失效物理学的诞生。在RADC的主持下，首届电子领域失效物理学研讨会于1962年9月举办。该项目的目标是将材料的基本物理和化学行为与可靠性参数联系起来。

## 集成电路的早期历史
最初，失效物理学技术的关注点通常仅限于集成电路中的退化机制。这主要是因为该技术的快速发展，迫切需要捕捉并预测比现有产品领先几代的性能。
在预测性失效物理学领域的首批重大成功之一，是由詹姆斯·布莱克在摩托罗拉开发的一个公式，用于描述电迁移的行为。当电子碰撞导致导体中的金属原子脱离并沿电流流动方向移动（与电流密度成正比）时，就会发生电迁移。布莱克结合实验结果，将由于电迁移引起的失效率描述为：
{\displaystyle {\text{MTTF}}=A(J^{-n})e^{\frac {E_{\text{a}}}{kT}}}
其中，A是基于互连截面积的常数，J是电流密度，Ea是活化能（例如铝中晶界扩散的活化能约为0.7 eV），k是波茲曼常數，T是温度，n是一个缩放因子（根据布莱克通常取“2”）。
通常，失效物理学旨在预测磨损失效或失效率增加，但布莱克的这一初步成功集中于预测器件工作寿命期间的行为，即恒定失效率。这是因为在走线处的电迁移可以通过遵循设计规则加以消除，而在通孔处的电迁移主要是界面效应，往往受缺陷或工艺驱动。
利用这一成功经验，后续又针对现代集成电路中的三大主要退化机制（时变介电击穿（TDDB）、热载流子注入（HCL）和负偏置温度不稳定性（NBTI））分别推导出了更多基于失效物理学的算法（公式见下）。近期的研究尝试将这些离散算法聚合为系统级预测。
TDDB：τ = τ0(T) exp[G(T)/εox]，其中τ0(T) = 5.4×10−7 exp(−Ea/kT)，G(T) = 120 + 5.8/kT，εox为介电常数。
HCI：λHCI = A3 exp(−β/VD) exp(−Ea/kT) ，其中λHCI为热载流子注入的失效率，A3和β为经验拟合参数，VD 为漏极电压，Ea为HCI活化能（通常−0.2至−0.1 eV），k为玻尔兹曼常数，T为绝对温度。
NBTI: λ = A εoxm VT μp exp(−Ea/kT)  其中A 通过经验归一化确定，m = 2.9，VT为热电压，μp为表面迁移率常数，Ea为NBTI活化能，k为玻尔兹曼常数，T为绝对温度。

## 电子封装的下一阶段
集成电路方面的资源和成功经验，以及对现场失效驱动因素的回顾，随后促使可靠性物理学界对封装级退化机制展开失效物理学研究。为了开发能够精确预测互连可靠性的算法，进行了大量工作。关注的具体互连层级包括第一级（键合线、焊球、芯片粘接）、第二级（焊点）和第三级（穿孔镀层）。
正如集成电路领域在芯片级失效物理学方面取得了四项重大成功一样，组件封装领域在20世纪70年代和80年代的研究也产生了四大成果。这些成果包括：
Peck：预测键合线/键合垫在高温/湿度暴露时的失效时间：
{\displaystyle {\text{TTF}}=A_{0}(RH)^{-2.7}f(V)\exp \left({\frac {E_{a}}{k_{\text{B}}T}}\right)}
其中，A0是常数，RH为相对湿度，f(V)为电压函数（通常取电压平方），Ea是活化能，kB是玻尔兹曼常数，T为绝对温度。
Engelmaier：预测在温度循环条件下焊点的失效时间：
{\displaystyle N_{\text{f}}(50\%)={\frac {1}{2}}\left[{\frac {2\epsilon '_{\text{f}}}{\Delta D}}\right]^{\frac {-1}{c}}\quad \Delta D({\text{leadless}})=\left[{\frac {FL_{\text{D}}\Delta (\alpha \Delta T)}{h}}\right]}
其中，εf是疲劳延展系数，c是随时间和温度变化的常数，F是经验常数，LD为距中性点距离，α为热膨胀系数，ΔT为温度变化量，h为焊点厚度。
Steinberg：预测在振动条件下焊点的失效时间：
{\displaystyle Z_{0}={\frac {9.8\times 3{\sqrt {\pi /2\times {\text{PSD}}\times f_{n}\times Q}}}{f_{n}^{2}}}\quad Z_{\text{c}}={\frac {0.00022B}{chr{\sqrt {L}}}}}
其中，Z0为最大位移，PSD为功率谱密度g2/Hz），fn为装配板的固有频率，Q为传递率（假设等于固有频率的平方根），Zc为临界位移（对应2000万次循环失效），B为位于板中央组件平行板边缘的长度，c为封装常数，h为电路板厚度，r为相对位置因子，L为组件长度。
IPC-TR-579：预测在温度循环条件下穿孔镀层的失效时间：
{\displaystyle \sigma ={\frac {(\alpha _{\text{E}}-\alpha _{\text{Cu}})\Delta TA_{\text{E}}E_{\text{E}}E_{\text{Cu}}}{A_{\text{E}}E_{\text{E}}+A_{\text{Cu}}E_{\text{Cu}}}},\quad {\text{for }}\sigma \leq S_{Y}}
{\displaystyle N_{\text{f}}^{-0.6}D_{\text{f}}^{0.75}+0.9{\frac {S_{\text{u}}}{E}}\left[{\frac {\exp(D_{\text{f}})}{0.36}}\right]^{0.1785\log {\frac {10^{5}}{N_{\text{f}}}}}-\Delta \epsilon =0}
其中，α为热膨胀系数（CTE），T为温度，E为弹性模量，h为板厚，d为孔径，t为镀层厚度，E和Cu分别表示基板和铜的相应属性，Su为极限抗拉强度，Df为镀铜延展性，Δε为应变范围。
以上各公式结合退化机制知识和测试经验，建立了一阶方程，便于设计或可靠性工程师根据设计结构、材料和环境信息预测失效时间行为。

## 近期进展
近期在失效物理学领域的研究重点是预测新材料的失效时间，例如无铅焊料、高介电常数介质等；使用软件程序，将这些算法用于预测性维护；并将失效物理学预测集成到系统级可靠性计算中。

## 局限
在设计评估和可靠性预测中使用失效物理学存在一些局限性。首先，失效物理学算法通常假设“设计完美”。尝试理解缺陷的影响具有挑战性，且往往导致失效物理学（PoF）预测仅限于寿命终点行为（而非初期故障或有效使用寿命）。此外，一些公司拥有众多使用环境（例如个人电脑），对每一种温度/振动/湿度/電源重啟等组合进行 PoF 评估既繁重又可能价值有限。

## 相关
- 有限元软件包列表（英语：List of finite element software packages）
- 临界平面分析（英语：Critical plane analysis）
- 可维护性